# 三溪水库
三溪水库是中国福建省福州市长乐区境内的一座水库，位于三溪上，建于1959年。水库正常库容为816万立方米，集雨面积为40平方千米，海拔为46.5米。